# IEC 60906-1
|  | Per a altres significats, vegeu «Connector IEC». |

Disseny d'un endoll amb l'estàndard IEC-906-1

IEC 60906-1 és l'estàndard internacional per a endolls de la llar que funcionen amb 230 V. El seu objectiu era convertir-se en el sistema estàndard de preses de corrent i endolls, que s'utilitzaria algun dia a Europa i en altres regions amb tensió de 230 V. L'estàndard va ser publicat el 1986 per la Comissió Electrotècnica Internacional (International Electrotechnical Commission o IEC). Fins a l'any 2011 només Brasil i Sud-àfrica l'havien adoptat. Tot i que és similar al sistema d'endolls utilitzat a Suïssa, les seves dimensions són diferents.

## Característiques

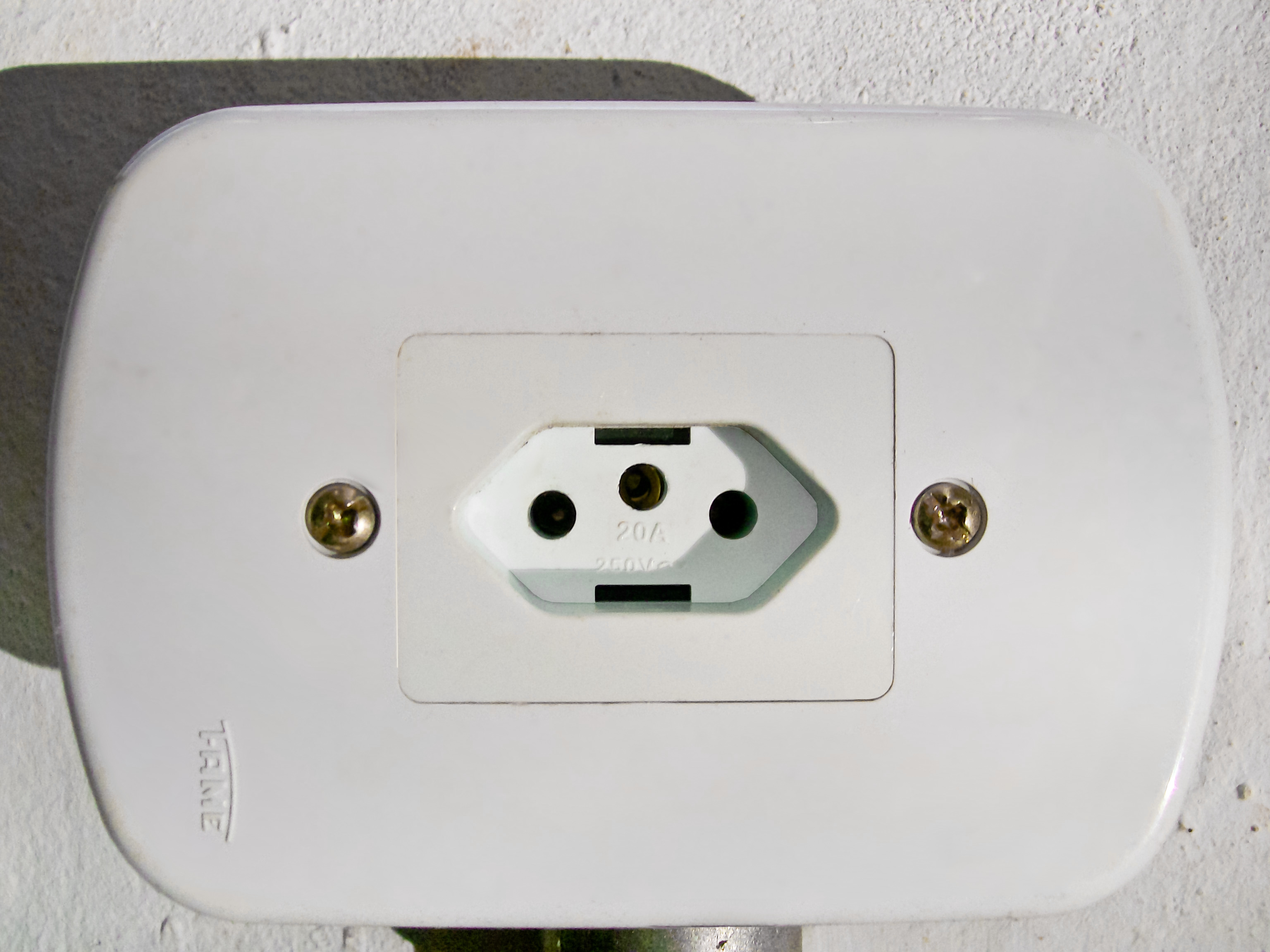
Un endoll de 20 A del Brasil basat en l'estàndard IEC 60906-1

El sistema IEC 60906-1 es troba definit per voltatges de CA de fins a 250 V i corrents inferiors a 16 A. El sistema defineix connectors de 3 potes per a aparells de Classe I i versions de 2 potes per a aparells de Classe II.
L'endoll posseeix potes cilíndriques (neutra i viva) que es troben separades 19 mm i el diàmetre és 04/05 mm, similar a l'endoll Schuko. Té una camisa aïllant al voltant de les bases de les potes, com a l'europlug). Finalment, és més petit que qualsevol dels altres endolls europeus de tres potes, i només lleugerament més gran que l'europlug de dues potes i 2,5 A.
La presa de corrent posseeix o bé un sòcol de 10 mm de profunditat o una vora de 12 mm d'elevació, que asseguren que cap dels endolls comunament utilitzats pot ser encastat en una forma en què s'estableixi contacte amb una pota mentre l'altra pota roman exposada. El disseny assegura que la pota de protecció a terra estableixi contacte abans que les altres dues potes (neutra i viva). Pot estar proveït d'un dispositiu de tancament de protecció per a nens per als contactes viu i neutre (similar al dels preses de corrent BS 1363); a més, és compatible amb l'europlug. I és prou compacte per poder permetre la instal·lació de dues preses de corrent en l'espai requerit; permet també instal·lar una presa de corrent Schuko o BS 1363.
En la majoria dels sistemes existents a Europa (Schuko, etc.), és possible dissenyar preses de corrent que puguin acceptar tant l'endoll tradicional com també els endolls IEC 60906-1 Classe I i II, fent possible d'aquesta manera una transició ordenada cap al nou sistema. No obstant això, l'estàndard IEC 60906-1 explícitament desaconsella utilitzar preses de corrent adaptables a diversos estàndards, sota l'argument que aquest tipus de preses de corrent podrien afectar la seguretat en ser utilitzades amb endolls d'altres països.